# Julius von Hartmann (General, 1774)
Georg Julius Hartmann, seit 1856 von Hartmann (geboren 6. Mai 1774 in Hannover; gestorben 7. Juni 1856 ebenda) war ein königlich-hannoverscher General der Artillerie.

## Familie
Er war Sohn des Gustav Wilhelm Christian Hartmann (1738–1798). Hartmann heiratete in erster Ehe am 18. Februar 1816 in Hannover Sophie Hausmann (* 7. November 1788 in Hannover; † 19. August 1824 ebenda). Nach ihrem Tod heiratete er in zweiter Ehe am 7. September 1826 in Hannover Marianne Meyer (* 20. März 1789 in Achim; † 4. Juli 1885 in Hannover). Sie war aus erster Ehe mit einem Amtmann Heise verwitwet.
Kurz vor seinem Tod wurde Julius Hartmann in Hannover am 15. Mai 1856 mit Diplom vom 6. Juni 1856 von König Georg V. von Hannover in den königlich-hannoverschen erblichen Adelsstand erhoben.
Er hatte fünf leibliche Kinder, eines davon ist der königlich-preußische General der Kavallerie Julius von Hartmann (1817–1878). Seine Tochter Helene Franziska Friederike (* 27. April 1831; † 11. April 1915) war mit dem Historiker Georg Waitz verheiratet.

## Leben und Wirken
Hartmann trat 1787 als Volontärkadett bei der Artillerie ein und absolvierte dann die „Artillerie-Ekole“ in Hannover, an der er unter dem Einfluss von Gerhard von Scharnhorst den Dienst als Kanonier erlernte. Von 1793 bis 1794 nahm Hartmann an den Feldzügen gegen Frankreich in den Niederlanden teil. Er arbeitete von 1797 bis 1799 unter Gerhard von Scharnhorst im Stab des Generalquartiermeisters mit und wurde 1803 nach der Auflösung der kurhannoverschen Armee Hauptmann in der King’s German Legion (Königlich Deutschen Legion).
Hartmann nahm als Mitglied der King’s German Legion am Krieg auf der Iberischen Halbinsel unter dem Duke of Wellington teil und war zuletzt Kommandeur der Artillerie. Schließlich machte er die Schlacht bei Waterloo mit und wurde am 2. Januar 1815 ehrenhalber zum Knight Commander des Bathordens ernannt. Nach seiner Rückkehr in den hannoverschen Dienst im Jahr 1816 wurde er 1833 zum Kommandanten der gesamten Artillerie ernannt, um deren Organisation er sich große Verdienste erwarb. 1836 wurde er zum Generalleutnant befördert und nahm schließlich 1850 seinen Abschied.
Bis 1856 war der in Residenzstadt Hannover nahe dem Regierungssitz von König Georg V. im Haus Friedrichstraße 9 wohnende Sir Julius Hartmann als General z.D. vielfach ausgezeichnet worden mit
- dem Großkreuz des Königlichen Guelphen-Ordens,
- dem Ernst-August-Kreuz für 50-jährige Militärdienstzeit,
- der Kriegsdenkmünze für die vor dem Pariser Friedensschluss 1814 in die Königlich Großbritannische Deutsche Legion freiwillig eingetretenen Krieger;
- dem Preußischen Roten Adlerorden I. Klasse,
- dem Großbritannischen Bath-Orden II. Klasse,
- dem Niederländischen Löwen-Orden II. Klasse,
- dem Großbritannischen Miltair-Kreuz I. und II. Klasse,
- der Großbritannischen Kriegsmedaille
- sowie der Großbritannischen Waterloo-Medaille.[3]

## Ehrengrab

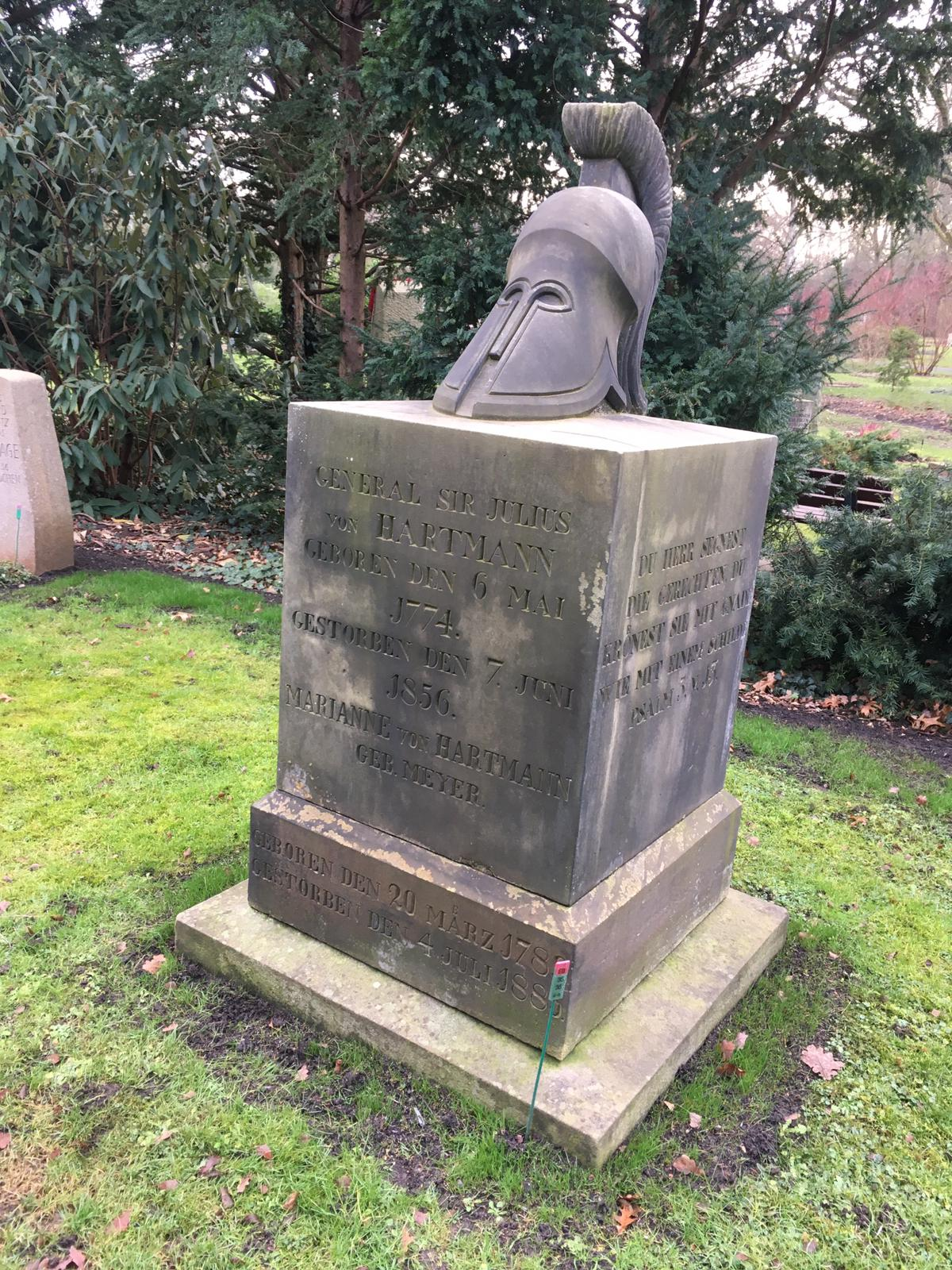
Ehrengrab des General Julius von Hartmann auf dem Stadtfriedhof Engesohde

Der 1856 an einem Schlaganfall verstorbene von Hartmann wurde zunächst auf dem Gartenfriedhof in Hannover bestattet, dann 1885 auf den Stadtfriedhof Engesohde umgebettet. Sein Grab gehört zu den Ehrengräbern der Landeshauptstadt Hannover. Es findet sich in der Abteilung 35, Nummer 36a–b.